# Cruz Roja Costarricense
La Cruz Roja Costarricense está constituida como una organización humanitaria de carácter voluntario, privada y de interés público regida bajo la ley de asociaciones. Es miembro del Movimiento Internacional de la Cruz Roja y Media Luna Roja desde 1885. 
En sus actividades humanitarias, como una Institución sin fines de lucro, es auxiliar de los poderes públicos del Estado y ejerce imparcial e independiente.

## Historia

### Antecedentes
Entre marzo de 1856 y mayo de 1857, se desarrolla el conflicto bélico conocido como la Campaña Nacional  durante la presidencia de Juan Rafael Mora Porras, contra el ejército filibustero estadounidense, que ocupaba la vecina nación de Nicaragua. En el conflicto bélico se realizan una serie de batallas, conjuntamente con una epidemia de cólera que afecta a gran parte de las tropas del ejército Expedicionario de Costa Rica, incluido a muchos de los heridos. 
El cirujano y naturalista alemán Dr. Karl Hoffmann Brehner, quien era el Cirujano Mayor y estaba al mando del cuerpo médico del ejército organiza la atención a los heridos y enfermos realizando su traslado hacia el Hospital San Juan de Dios. En el cuerpo médico, también se contaba con el capellán Francisco Carrasco y el presbítero Francisco Cipriano Calvo quienes llevaban el registro de bajas y era los encargados de informar los decesos a las familias de los soldados combatientes caídos en batalla o por causa de la peste del cólera. Esta acción sin precedentes es catalogada como las bases del inicio de los valores humanitarios en Costa Rica, mucho antes que Henry Dunant lo viviera en la Batalla de Solferino en 1859. 
Para 1885, el presidente de Guatemala Justo Rufino Barrios, junto al presidente de Honduras Luis Bográn, inicia la Campaña Militar Guatemalteca que pretende consolidar las Provincias Unidas de Centroamérica presionando a las repúblicas de Nicaragua, El Salvador y Costa Rica a ser parte de la misma.

### Fundación y legalización
El 4 de abril de 1885, como parte de la preparación para la proveniente guerra que se avecinaba, el entonces presidente costarricense General Bernardo Soto Alfaro aprueba el decreto XXXV, que funda la Cruz Roja Costarricense para tiempos de guerra únicamente, para que se encargara de transportar y socorrer a los enfermos y heridos militares de cualquiera de las partes en conflicto. Para el día 2 de abril, se da la muerte del dictador Justo Rufino Barrios, abatido en la ciudad salvadoreña de Chalchuapa. es noticia en Costa Rica, lo que trajo el fin de la guerra y la recién constituida institución no emprende sus labores y queda relegada por no ser necesaria.